# Ельцы (усадьба)
Ельцы — бывшая усадьба тверской ветви рода Толстых на елецком плёсе озера Селигер. Место расположения — деревня Новые Ельцы Ботовского сельского поселения Осташковского района Тверской области.
Трёхэтажный дом построен Н. Я. Толстым (ум. 1813), осташковским уездным предводителем дворянства и рачительным сельским хозяином, с нетипичным для Верхней Волги размахом. «Несмелая, однообразная обработка… тяжеловесного и скучного фасада» говорит в пользу того, что строили не особо искушённые в архитектуре крепостные мастера.
Из семьи владельцев елецкого имения наиболее примечателен Яков Толстой — адресат пушкинских стансов, член Союза благоденствия, после 1826 года оставшийся жить во Франции. Его родственникам принадлежала также расположенная неподалёку, но меньшая по размеру усадьба в с. Бухвостово.
Академик Н. Я. Озерецковский в книге «Путешествие на озеро Селигер» (СПб, 1817) писал про «дом каменный о трёх этажах, при коем церковь богатая каменная Воскресения Христова, полотняная фабрика на 70 станках, кожевенный завод… тут был прежде всего театр, музыка духовая и роговая, певчие и перевоз на другую сторону». Широкая липовая аллея вела от барского дома к озеру.
Когда после отмены крепостного права ткацкое производство остановилось, разорённые хозяева продали имение корнету Сафонову. Накануне Октябрьской революции усадьбой владел столичный банкир Нейгардт, лелеявший планы создания на берегу Селигера курорта; позднее здесь водворился КУНМЗ.
Разрушенный во время Великой Отечественной войны усадебный дом был восстановлен с искажением первоначальных пропорций (надстроены галереи). Воскресенский храм-усыпальница, стоявший вдоль Валдайского тракта, снесён. С 1946 г. в перестроенном здании усадьбы помещалась турбаза «Селигер», которую сменил в 2005 г. палас-отель «Селигер».